# Террібіліта

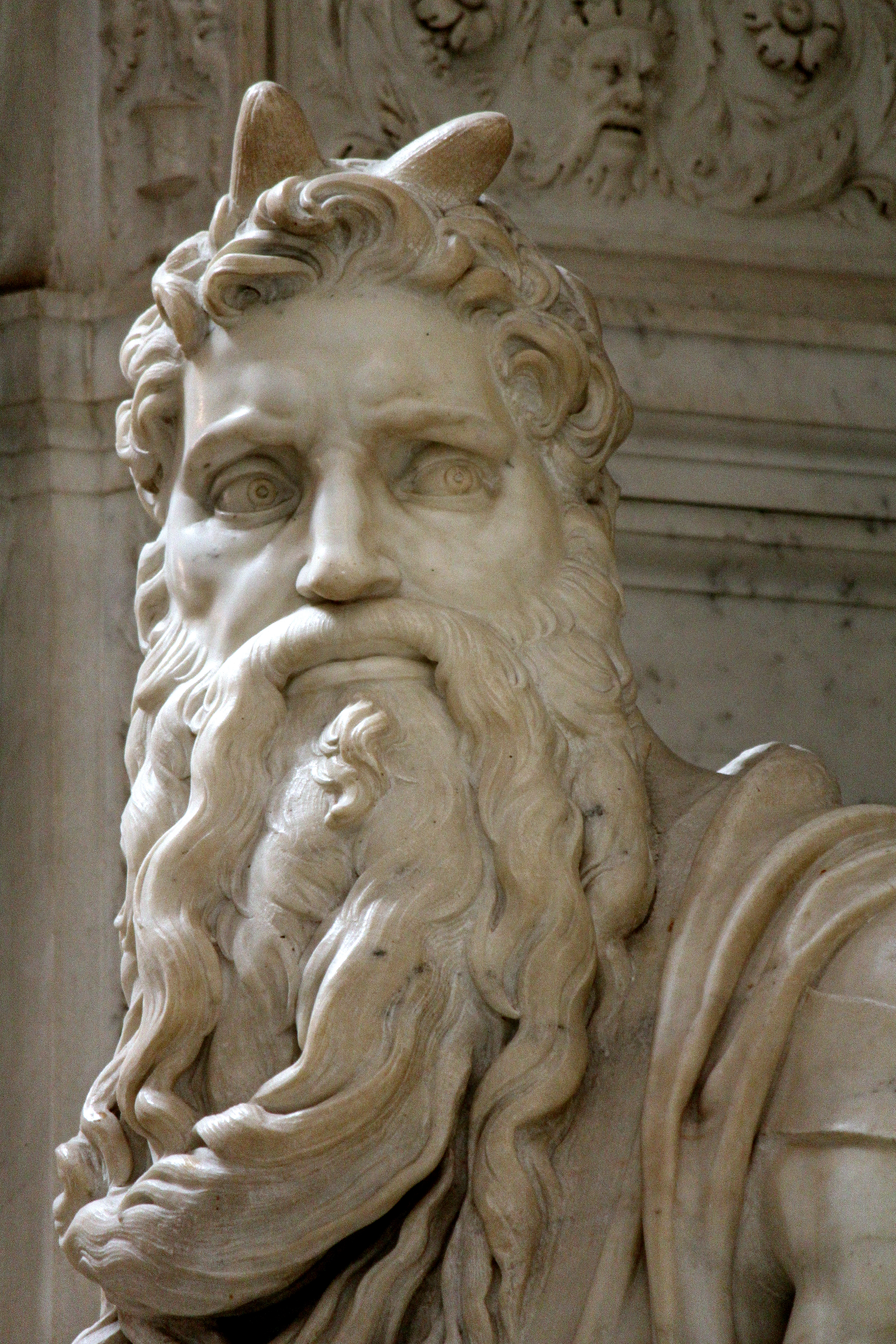
«Мойсей» Мікеланджело

«Террібіліта» (італ. Terribilità, сучасне італійське написання; або «террібільта» (італ. terribiltà), як писали в XVI столітті; також «ля террібіліта») — це риса, яку приписували мистецтву італійського скульптора й художника Мікеланджело, що викликає у глядача жах, благоговіння або відчуття піднесеного. Можливо, це особливо стосується його скульптур, таких як «Давид» або «Мойсей». Лесь Танюк писав, що це — «дія, котра збуджує, котра страшить».
Папа Юлій II, мабуть, був першим, хто описав Мікеланджело як «людину, яка вселяє жах» (італ. uomo terribile), мабуть, описуючи одночасно і його важкий характер, і його мистецтво. Термін «террібіліта» також посилається на філософів-гуманістів, як Марсіліо Фічіно, який знав Мікеланджело в молодості.
Друг Мікеланджело і співавтор його робіт Себастьяно дель Пйомбо повідомив у листі до нього від 15 жовтня 1520 року про приватну аудієнцію з папою Левом Х. Похваливши роботу Мікеланджело, Папа продовжив: «Але він „жахливий“, як ви бачите; з ним не можна мати справи». Себастьяно відповів йому, «що ваш „жахливий“ характер [ще] нікому не завдав шкоди, і що ви виглядаєте „жахливим“ через любов до великих робіт, які виконуєте».

## Виноски
1. 1 2  https://chtyvo.org.ua/authors/Taniuk/Tvory_v_60-ty_tomakh_Tom_43_Schodennyky_1976_r.pdf
2. ↑  Lleó Cañal, Vicente, Revista de Libros: Tintoretto 2, 2 Abril 2007, p.2
3. ↑  Exhibition handlist for «Michelangelo & Sebastiano», 2017, National Gallery. Catalogue # 33, from Casa Buonarroti, Florence.